# 카를로스 카르보네로
카를로스 마리오 카르보네로 만시야(Carlos Mario Carbonero Mancilla, 1990년 7월 25일, 보고타 ~)는 콜롬비아의 축구 선수로, 현재 프리메라 B 나시오날의 페로 카릴 오에스테에서 미드필더로 활약하고 있다.

## 클럽 경력

### 콜롬비아
카르보네로는 카테고리아 프리메라 B에 속한 아카데미아에서 데뷔하였다. 인상적인 기량을 선보인 후, 그는 1부 리그 클럽인 아틀레티코 우일라로 매각되었다.
2011년 1월, 카르보네로가 온세 칼다스로 이적하는 것이 확정되었다. 이 뜻은 그가 코파 리베르타도레스 2011에 참가하 수 있다는 뜻이었다. 꾸준히 높은 잠재력을 지닌 그는 아르헨티나의 에스투디안테스가 영입하는데 이르렀다.

### 아르헨티나
결국, 그는 2011년에 에스투디안테스와 계약하였다. 그는 리그 10경기 출장에 그친 뒤 아르세날 데 사란디로 임대되었다.
그는 2012년 코파 리베르타도레스에서 아르세날의 인상적인 골을 집어넣었고, 팀은 사모라에 3-0 승리를 거두었다. 이 골은 모든 클럽 대항전을 통틀어 그가 득점한 첫 골이었다. 결국, 산마르틴과의 2012년 클라우수라 경기에서 첫 리그골을 넣었고, 아르세날은 이 원정 경기에서 4-1로 이겼다. 카르보네로는 아르세날 선수단의 주축 선수가 되었고, 팀이 2012년 클라우수라에 리그 첫 우승을 거두도록 도왔다. 수페르코파 아르헨티나 2-12에서, 카르보네로는 보카 주니어스와의 승부차기에서 자신의 킥을 실축하였다. 이에도 불구하고, 아르세날은 보카를 4-3으로 따돌리고 우승하였다.
2013년 6월 4일, 카르보네로가 또다시 임대 이적하는 것이 확정되었고, 그가 이번에 임대를 간 클럽은 아르헨티나 거함인 리버 플레이트였다.

## 국가대표팀 경력
카르보네로는 2011년에 콜롬비아를 대표로 처음 출전하였다. 2014년, 그는 막판에 알도 레오 라미레스를 대신하여 2014년 FIFA 월드컵에 참가할 콜롬비아의 호세 페케르만호에 승선하였다.

## 수상
아르세날 데 사란디
- 아르헨티나 프리메라 디비시온 (1): 클라우수라 2012
- 수페르코파 아르헨티나: 2012

리버 플레이트
- 아르헨티나 프리메라 디비시온 (1): 클라우수라 2014
- 아르헨티나 수페르리가: 2014